# Dodge County (Nebraska)
Dodge County ist ein County im Bundesstaat Nebraska der Vereinigten Staaten. Der Verwaltungssitz (County Seat) ist Fremont, das nach John C. Frémont benannt wurde, einem frühen Erforscher dieser Gegend.

## Geographie
Das County liegt fast im äußersten Osten von Nebraska, ist im Osten etwa 40 Kilometer von Iowa entfernt und hat eine Fläche von 1409 Quadratkilometern, wovon 25 Quadratkilometer Wasserfläche sind. An das Dodge County grenzen folgende Countys:
|               | Cuming County   | Burt County       |
| Colfax County |                 | Washington County |
|               | Saunders County | Douglas County    |

## Geschichte
Dodge County wurde 1855 gebildet. Benannt wurde es nach dem US-Senator Augustus Caesar Dodge.
21 Bauwerke und Stätten des Countys sind im National Register of Historic Places eingetragen (Stand 10. Februar 2018).

## Demografische Daten

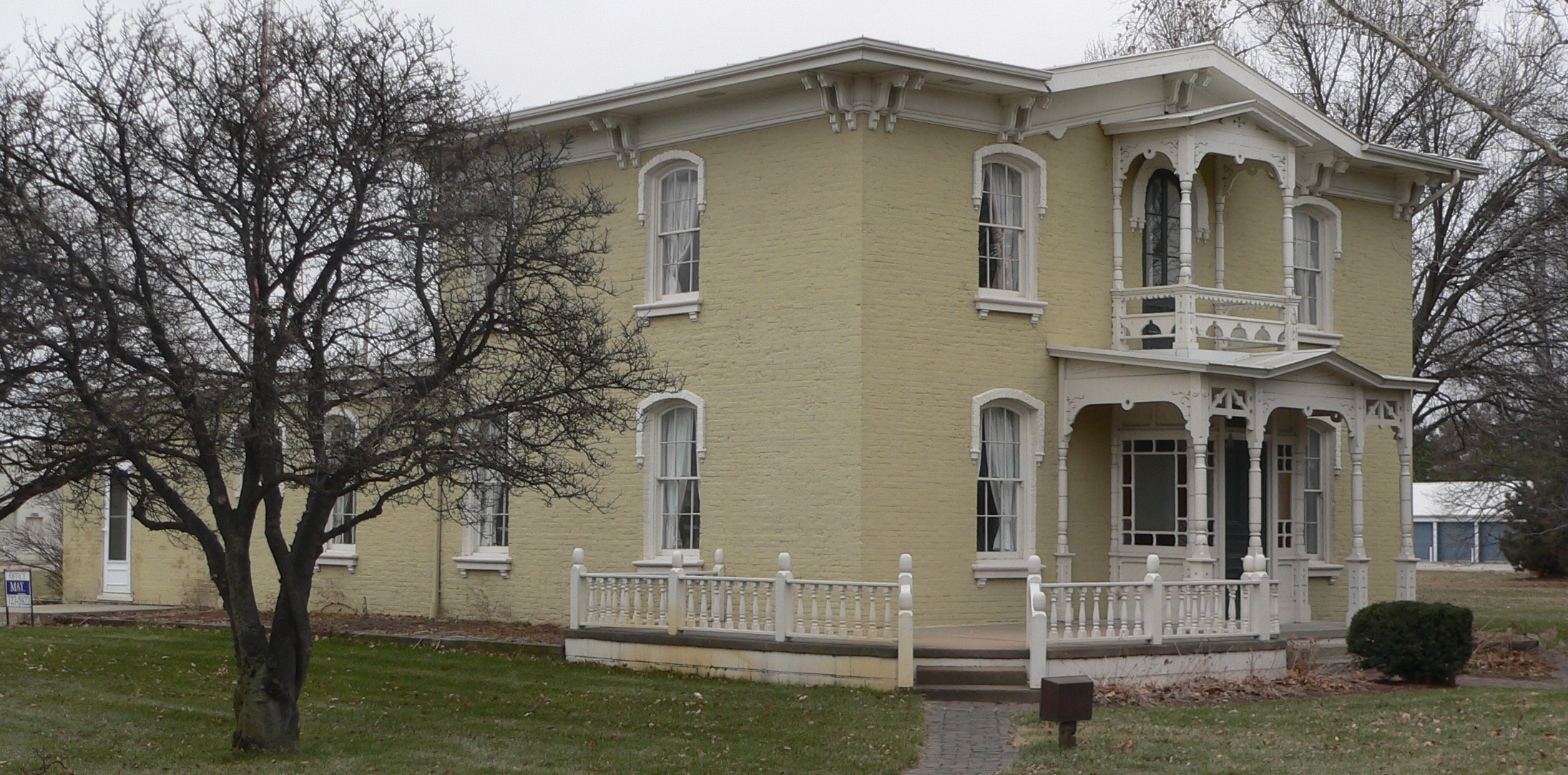
George and Nancy Turner House, gelistet im NRHP

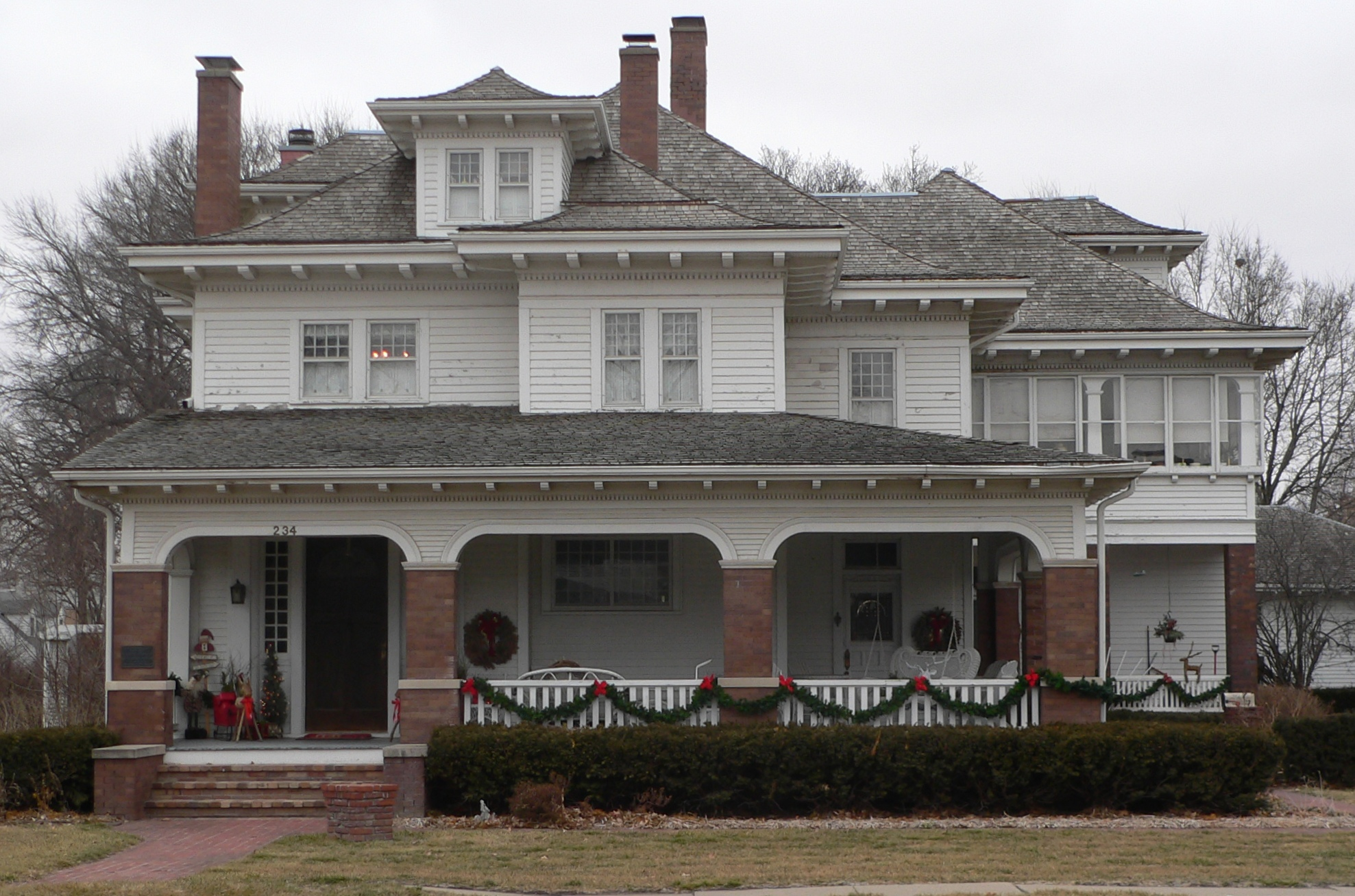
R. B. Schneider House, gelistet im NRHP

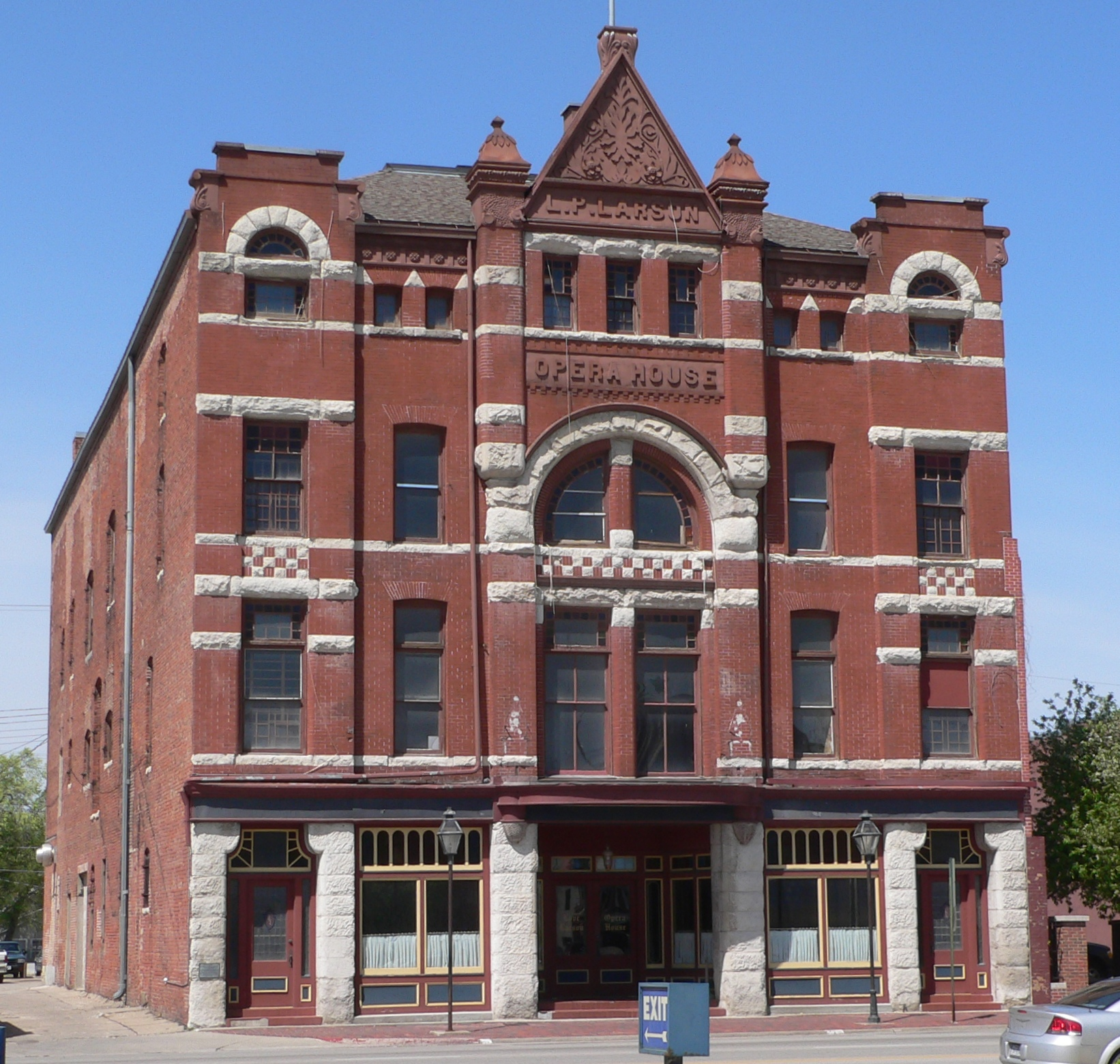
Love-Larson Opera House, gelistet im NRHP

Nach der Volkszählung im Jahr 2000 lebten im Dodge County 36.160 Menschen. Davon waren 1.173 Bewohner in Sammelunterkünften untergebracht, die anderen Einwohner lebten in 14.433 Haushalten und 9.756 Familien. Die Bevölkerungsdichte betrug 26 Einwohner pro Quadratkilometer. Ethnisch betrachtet setzte sich die Bevölkerung zusammen aus 95,90 Prozent Weißen, 0,43 Prozent Afroamerikanern, 0,30 Prozent amerikanischen Ureinwohnern, 0,51 Prozent Asiaten, 0,09 Prozent Bewohnern aus dem pazifischen Inselraum und 2,06 Prozent aus anderen ethnischen Gruppen; 0,72 Prozent stammten von zwei oder mehr Ethnien ab. 3,93 Prozent der Bevölkerung waren spanischer oder lateinamerikanischer Abstammung.
Von den 14.433 Haushalten hatten 31,1 Prozent Kinder und Jugendliche unter 18 Jahre, die bei ihnen lebten. 55,8 Prozent waren verheiratete, zusammenlebende Paare, 8,5 Prozent waren allein erziehende Mütter, 32,4 Prozent waren keine Familien, 27,6 Prozent waren Singlehaushalte und in 13,4 Prozent lebten Menschen im Alter von 65 Jahren oder darüber. Die Durchschnittshaushaltsgröße betrug 2,42 und die durchschnittliche Familiengröße lag bei 2,95 Personen.
Auf das gesamte County bezogen setzte sich die Bevölkerung zusammen aus 24,7 Prozent Einwohnern unter 18 Jahren, 9,6 Prozent zwischen 18 und 24 Jahren, 26,2 Prozent zwischen 25 und 44 Jahren, 21,9 Prozent zwischen 45 und 64 Jahren und 17,5 Prozent waren 65 Jahre alt oder darüber. Das Durchschnittsalter betrug 38 Jahre. Auf 100 weibliche Personen kamen 93,2 männliche Personen. Auf 100 Frauen im Alter von 18 Jahren oder darüber kamen statistisch 90,0 Männer.
Das jährliche Durchschnittseinkommen eines Haushalts betrug 37.188 USD, das Durchschnittseinkommen der Familien betrug 44.790 USD. Männer hatten ein Durchschnittseinkommen von 31.108 USD, Frauen 20.915 USD. Das Prokopfeinkommen betrug 17.757 USD. 5.3 Prozent der Familien und 8.6 Prozent der Bevölkerung lebten unterhalb der Armutsgrenze. Darunter waren 10,3 Prozent der Kinder und Jugendlichen unter 18 Jahren und 7,1 Prozent der Senioren ab 65 Jahren.

## Orte im County
- Ames
- Crowell
- Dodge
- Fontanelle
- Fremont
- Hooper
- Inglewood
- Nickerson
- North Bend
- Scribner
- Snyder
- Telbasta
- Uehling
- Webster
- Winslow

Townships
- Cotterell Township
- Cuming Township
- Elkhorn Township
- Everett Township
- Hooper Township
- Logan Township
- Maple Township
- Nickerson Township
- Pebble Township
- Platte Township
- Pleasant Valley Township
- Ridgeley Township
- Union Township
- Webster Township